# Сант'Антонио д'Аскула (Бари)
Сант'Антонио д'Аскула (итал. Sant'Antonio d'Ascula) је насеље у Италији у округу Бари, региону Апулија.
Према процени из 2011. у насељу је живело 768 становника. Насеље се налази на надморској висини од 70 м.